# Barry Sharpless

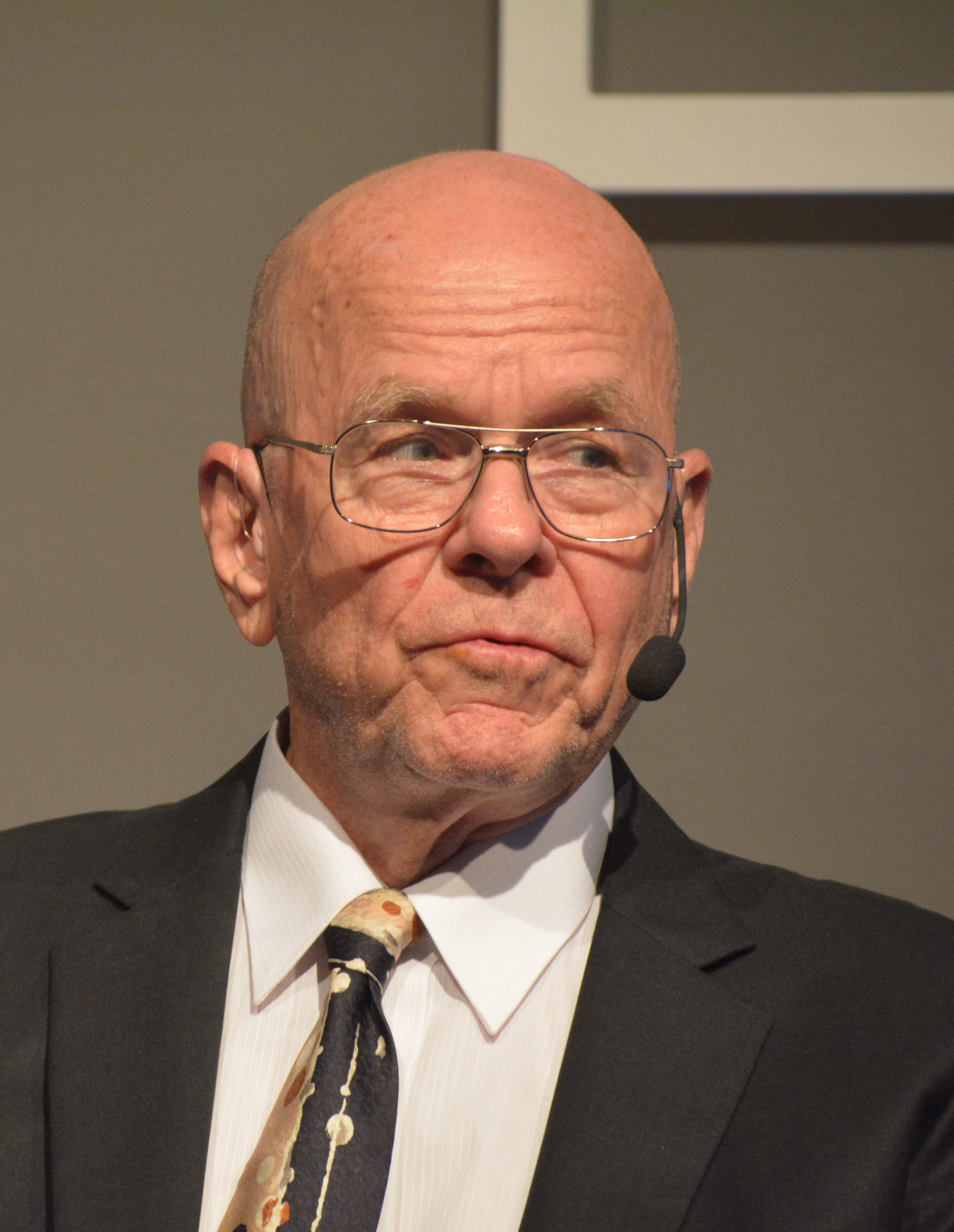
Barry Sharpless, 2018

Karl Barry Sharpless (* 28. April 1941 in Philadelphia) ist ein US-amerikanischer Chemiker und zweimaliger Nobelpreisträger (2001, 2022).

## Leben
Sharpless besuchte eine Quäkerschule, studierte am Dartmouth College mit dem Bachelor-Abschluss 1963 und promovierte 1968 bei Eugene van Tamelen an der Stanford University. Als Post-Doktorand war er in Stanford und ab 1969 an der Harvard University. 1970 wurde er Assistant Professor und später Professor am Massachusetts Institute of Technology, an dem er bis 1990 blieb, unterbrochen von der Zeit 1977 bis 1980 als Professor in Stanford. 1990 wurde er Professor am Scripps Research Institute, an dem er W. M. Keck Professor ist.
1970 erblindete er nach einem Laborunfall auf einem Auge. Er ist seit 1965 mit Jan Dueser verheiratet und hat drei Kinder.

## Werk
Im Jahr 2001 erhielt Sharpless den Nobelpreis für Chemie für Arbeiten zur stereoselektiven Oxidationsreaktionen (Sharpless-Epoxidierung, Sharpless-Dihydroxylierung, Sharpless-Aminohydroxylierung). Den Preis teilte er sich mit William S. Knowles und Ryoji Noyori, die stereoselektive Hydrierungen untersucht hatten. Im Jahr 2022 folgte ein weiterer Nobelpreis in Chemie, den er sich mit Carolyn Bertozzi und Morten Meldal teilte, wobei grundlegende Arbeiten zur Click-Chemie ausgezeichnet wurden. Damit ist er neben Frederick Sanger der einzige Mensch, dem zweimal der Nobelpreis für Chemie zugesprochen wurde.
Eines seiner Forschungsgebiete sind Übergangsmetall-katalysierte asymmetrischen Reaktionen und katalysierte Oxidationsreaktionen mit Osmium, Ruthenium und Rhodium. Derzeit arbeitet er vor allem auf dem von ihm mitentwickelten Gebiet der Click-Chemie, dies sind selektive exotherme Reaktionen, die unter milden Bedingungen in Wasser ablaufen. Ein Beispiel ist die Kupfer-katalysierte Alkin-Azid-Cycloaddition (kurz CuAAC, siehe 1,3-Dipolare Cycloaddition). Sie ist die meist verbreitete Reaktion der Click-Chemie mit Anwendungen in der Herstellung von Medikamenten, der Kartierung von DNA und dem Aufbau neuartiger funktionaler Materialien. Diese Reaktion wurde unabhängig davon auch von Morten Meldal gefunden. Sharpless gilt mit Hartmuth C. Kolb und M. G. Finn (und Meldal) als Begründer der Click-Chemie (2001) und prägte auch den Begriff.

## Ehrungen und Mitgliedschaften
- 1983 American Chemical Society Award for Creative Work in Synthetic Organic Chemistry
- 1988 Chemical Pioneer Award
- 1988 Prelog-Medaille
- 1991 Scheele-Preis
- 1992 Arthur C. Cope Award
- 1993 Tetrahedron-Preis
- 1995 König-Faisal-Preis
- 1998 Harvey-Preis
- 2000 Paul N. Rylander Award
- 2000 Rhone Poulenc Medal
- 2000 Chirality Medal
- 2001 Wolf-Preis in Chemie
- 2001 Nobelpreis für Chemie
- 2001 Benjamin Franklin Medal (Franklin Institute)
- 2014 F. A. Cotton Medal
- 2019 Priestley-Medaille
- 2022 Sir Derek H. Barton Gold Medal
- 2022 Nobelpreis für Chemie
- 2023 American Institute of Chemists Gold Medal

Er ist Ehrendoktor der TU München (1995), der Königlichen Technischen Hochschule in Stockholm (1995), der Katholischen Universität Löwen (1996) und der Wesleyan University (1999). 1984 wurde er Mitglied der American Academy of Arts and Sciences und im Jahr darauf der National Academy of Sciences. Er ist Ehrenmitglied der Royal Society of Chemistry und Mitglied der American Association for the Advancement of Science.